# Atelopus pictiventris
Atelopus pictiventris är en groddjursart som beskrevs av Kattan 1986. Atelopus pictiventris ingår i släktet Atelopus och familjen paddor. IUCN kategoriserar arten globalt som akut hotad. Inga underarter finns listade.